# Баг-Чал
Баг-Чал (непальск. बाघ चाल, нев. धुँ कासा) или Тигры и Козы — древняя настольная логическая игра для двух игроков. Происходит из Непала.
Игра является асимметричной, т.е. в процессе игры участники преследуют разные цели. Один игрок управляет 4 тиграми, другой — 20 козами. Тигры «охотятся» на коз, в то врямя как козы стремятся заблокировать перемещение тигров.
Существуют компьютерные реализации игры Баг-Чал.

## Этимология
Название игры в переводе означает Ходы тигров.

## Правила
Игра идёт на доске с изображением сетки из 25 точек, расположенных квадратом 5×5. Точки соединены линиями, определяющими направления разрешённых ходов. Аналогичная доска используется в алькерке.
В начале игры фигурки тигров ставятся на угловые точки доски, а фигурки коз кладутся рядом с доской. Игроки ходят по очереди, начиная с того игрока, который управляет козами. Тигры побеждают в игре, если они «съедают» 5 коз.
Козы побеждают, если они окружают всех 4 тигров таким образом, что у тигров не остается возможных ходов.

### Тигры
Для тигров правилами определены два варианта ходов:
- перемещение тигра из точки где он стоит на соседнюю, при условии что точки соединены линией
- тигр может «съесть» козу на соседней точке, если в сторону козы есть линия, а следующая за козой точка в направлении линии пуста. При «поедании» тигр прыгает через козу на эту пустую точку, а коза убирается с доски. «Поедание» коз не является обязательным

### Козы
Для ходов коз правила следующие:
- пока все 20 коз не были выставлены на доску, единственным разрешённым ходом является установка новой козы в свободную точку
- после того как все козы выставлены на доску, любая коза может перемещаться в соседнюю свободную точку, соединённую линией с исходной

Также, есть дополнительное правило, предотвращающее бесконечную ничейную ситуацию — после того, как все козы выставлены на доску, запрещается делать ходы, которые приводят к повторению предыдущих позиций на доске.

## Разновидности
- в Индии известна игра «Ягнята и Тигры» (Ааду-Пули-Аттам или Пулиджудам)[англ.], имеющая схожие с Баг-Чал правила, но использующая доски иной формы

## ссылки
- Баг-Чал играть онлайн